# Smicrornis
Smicrornis is een monotypisch geslacht van zangvogels uit de familie Australische zangers (Acanthizidae). De enige soort is:
- Smicrornis brevirostris  – Eucalyptushaantje